# Rexithaerus spenceri
Rexithaerus spenceri är en musselart som först beskrevs av Suter 1907.  Rexithaerus spenceri ingår i släktet Rexithaerus och familjen Tellinidae. Inga underarter finns listade i Catalogue of Life.